# Hoyos del Espino
Hoyos del Espino je španělská obec ležící v provincii  Ávila, která je součástí autonomního společenství Kastilie a León. Nachází se přibližně 70 km jihozápadním směrem od metropole provincie Ávily. Žije zde 344 obyvatel. Její rozloha činí 52,92 km2 a nadmořská výška dosahuje hodnoty 1440 m n. m.
Od roku 2006 se obec stala každoročním dějištěm jednodenního hudebního festivalu Músicos en la naturaleza (Hudebníci v přírodě), probíhajícího obvykle v červencovém termínu. Od vzniku akce na jevištní scéně účinkovali španělští i zahraniční interpreti, včetně Stinga, Pet Shop Boys, Boba Dylana, Marka Knopflera, The Beach Boys či Deep Purple.

## Galerie

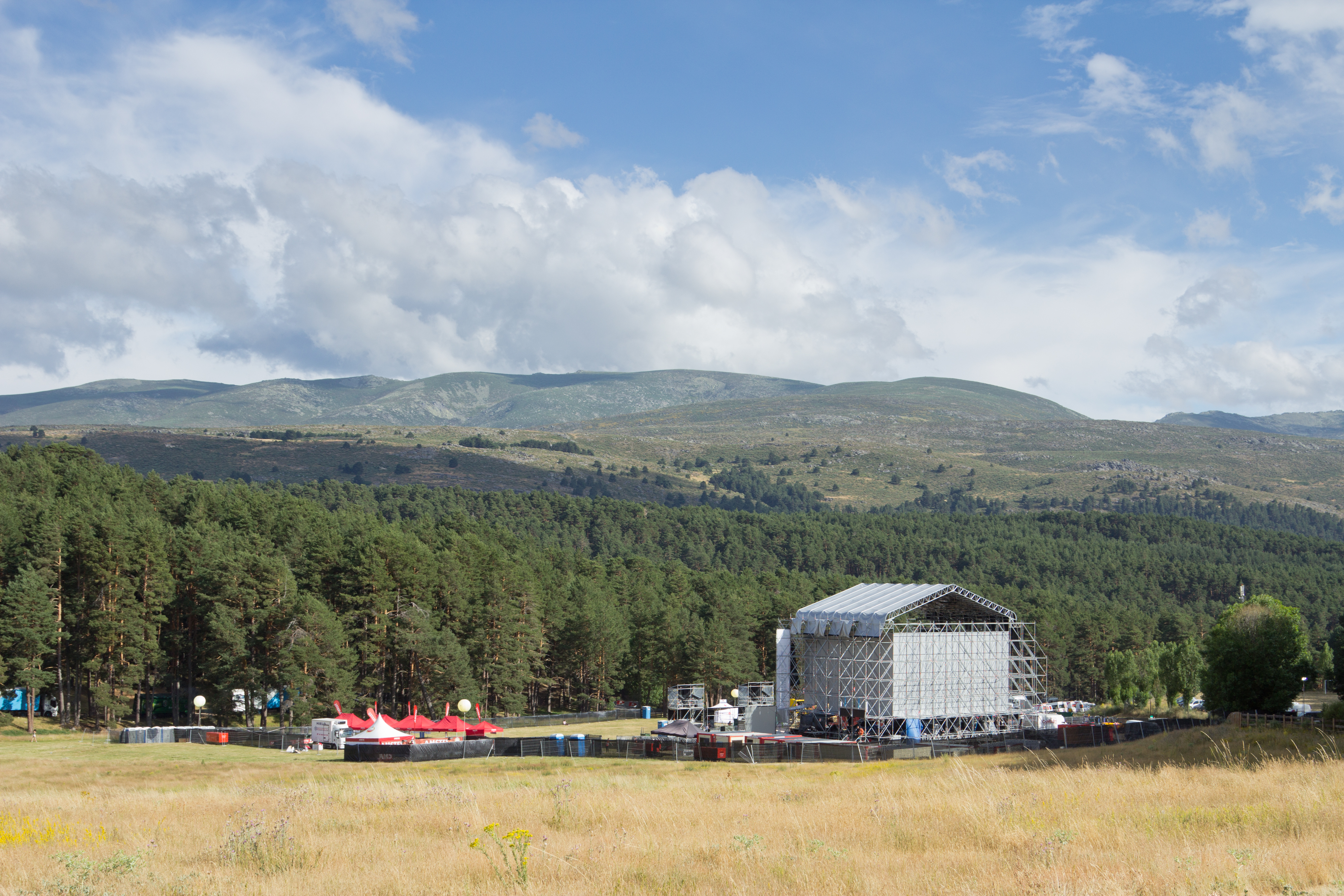
Hudební scéna festivalu (2013)
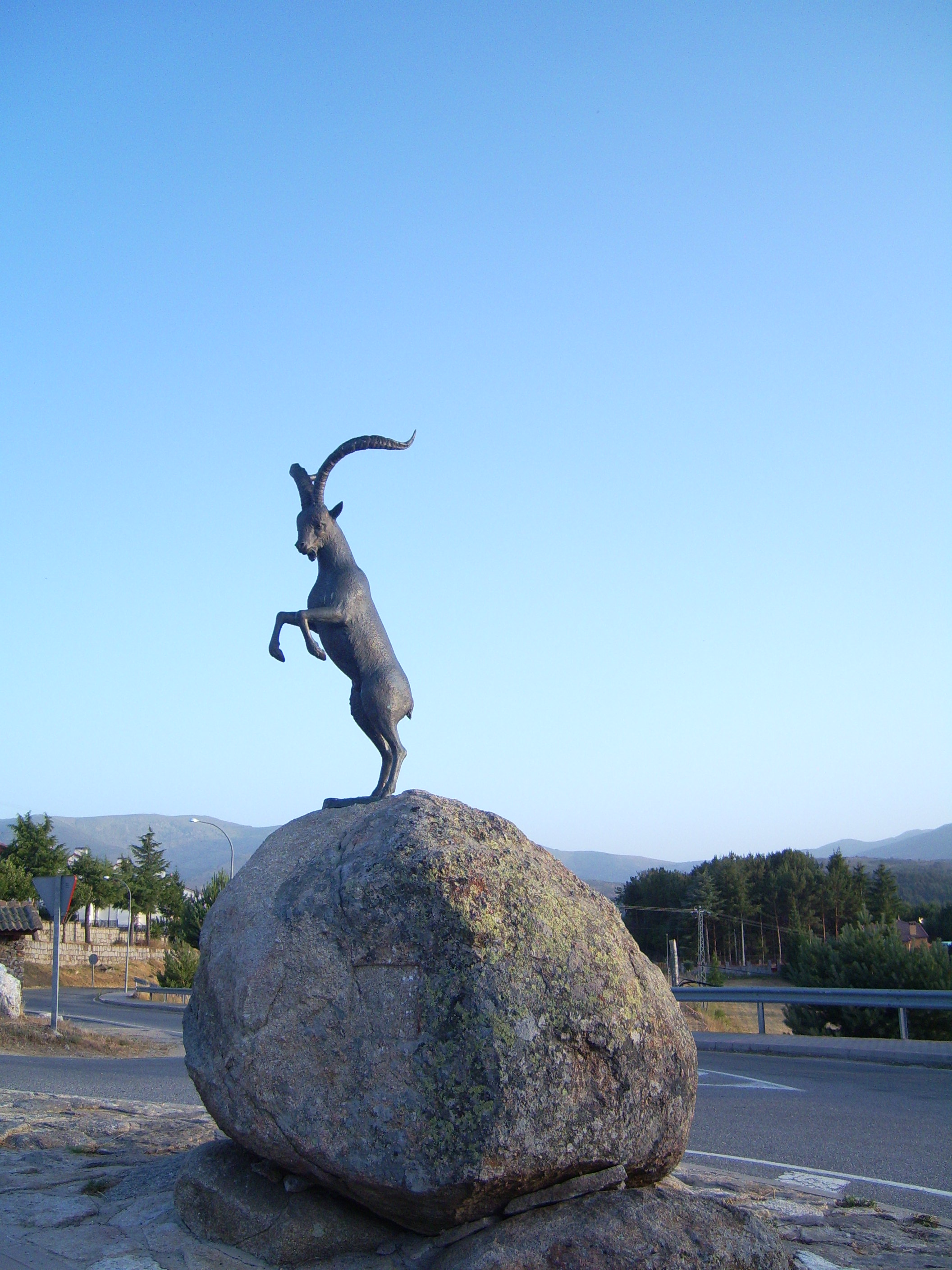
Památník kozorožce iberského